# 봉산초등학교 (경남)
봉산초등학교는 대한민국 경상남도 합천군 봉산면 김봉리에 있는 공립 초등학교이다.

## 학교 연혁
- 1926년 10월 16일 봉산공립보통학교 개교(4년제 2학급, 설립인가 6월 30일)
- 1938년 4월 1일 봉산제1공립심상소학교로 개칭
- 1941년 4월 1일 봉산제1공립국민학교로 개칭
- 1950년 4월 1일 봉산국민학교로 개칭
- 1981년 3월 5일 병설유치원 개원
- 1987년 3월 1일 합천댐 건설로 신축 교사로 이전
- 1992년 3월 1일 삼덕분교장 통합
- 1996년 3월 1일 현재 교명으로 개칭
- 1998년 3월 1일 오남분교장 통합
- 1999년 3월 1일 옥계분교장 통합
- 2016년 3월 1일 제31대 박상훈 교장 부임
- 2017년 2월 17일 제87회 졸업식(누계:3,843명)

## 참고 자료
- 봉산초등학교 - 한국교육학술정보원 학교알리미